# Malvina Poulain
Malvina Poulain (* 3. Juni 1851 in Pré-en-Pail; † 17. Januar 1921 in Paris) war eine französische Lehrerin und Sanitäterin während der Pariser Kommune.

## Leben
In einer von Édith Thomas verfassten Biographie über Louise Michel wird sie als Unterlehrerin von Louise Michel beschrieben, also als deren Stellvertreterin. Außerdem nahm sie zusammen mit Louise Michel und Victorine Eudes an der Verteidigung von Paris gegen die Versailler (das sind die Vertreter der nach Versailles geflohenen Regierung) auf den Barrikaden von Fort d’Issy teil. Am 23. Mai 1871, während der Blutwoche, verteidigte sie die Barrikade auf der Place Blanche im neunten Arrondissement von Paris. Nach der Kommune wurde sie verhaftet und in Versailles inhaftiert.
Danach verliert sich ihre Spur weitgehend; sie wurde auf dem Friedhof Père-Lachaise (Abteilung 41) beigesetzt.